# Guy (Final Fight)
Guy (ガイ Gai?, derivado del nombre japonés Gai (凱), que significa victorioso) es un personaje ficticio de los videojuegos de Capcom cuya primera aparición tuvo lugar en 1989 como uno de los tres personajes seleccionables del videojuego Final Fight, desarrollado por Capcom. También ha sido un personaje recurrente en la serie de videojuegos de lucha Street Fighter, también desarrollada por Campcom, desde Street Fighter Alpha en 1995.

## Historia

### Final Fight
Guy es un artista marcial estaounidense de ascendencia japonesa vestido con un traje ninja de color rojo. Es el maestro número 39 de «Bushin», un estilo ficticio de Ninjutsu (武神 流 忍术, Bushin Ryu Ninjutsu), que viajó a Estados Unidos para entrenarse en combate y durante su estancia en Metro City se hace amigo de Cody y Haggar. Durante los acontecimientos de Final Fight, lucha junto con Haggar y Cody en una misión para rescatar a Jessica, la hija de Haggar y novia de Cody, quien había sido secuestrada por la organización criminal Mad Gear. La especialidad de Guy en este juego son los ataques rápidos y una de sus únicas técnicas es una salto desde una pared seguido de una patada. Derrotó a Sodom (Katana en América), Rolento y Abigail a lo largo de su aventura para rescatar a Jessica Haggar.

### Street Fighter Alpha
La historia personal de Guy es desarrollada en sus apariciones en Street Fighter Alpha y sus secuelas; en ellas se revela que Guy fue un delincuente juvenil hasta que fue tomado bajo la tutela del sucesor más reciente del estilo Bushin, Zeku (是 空), quien lo entrenó para convertirse en un guerrero disciplinado. 
En Street Fighter Alpha, Guy trata de perfeccionar sus habilidades y desarrollar una nueva forma de Bushin. Además de luchar contra M. Bison al final del juego, también establece una rivalidad con Sodom, su antiguo adversario de Final Fight, que busca cobrar venganza de Guy para probarse a sí mismo. 
En su final en Street Fighter Alpha 2, Guy utiliza el nuevo estilo el Bushin que ha desarrollado contra su predecesor Zeku. En Street Fighter Alpha 3, motivado por el mensaje de su Maestro Zeku («cuando se levanta una amenaza sobre el mundo, también se levanta la sombra del Bushin») viaja por el mundo para derrotar a M. Bison.
Su diseño en la serie Street Fighter Alpha es similar al de Final Fight, con la única diferencia de la sustitución de sus tabi Jika originales por zapatillas estilo Nike Dunk de color rojo. Su estilo de lucha en la serie Alpha hereda muchos de sus movimientos originales y habilidades de Final Fight. En particular, Guy es uno de los pocos personajes que conservan la capacidad para llevar a cabo una cadena de combos en toda la serie Alpha. Su «Bushin Gokusaken» (武神 狱 锁 拳, «puño de la cadena de prisión del dios marcial») es su combo de puñetazos de Final Fight. Su súper combo, «Bushin Musourenge», es una combinación que inflige daño al rival al mismo tiempo que la pantalla se oscurece por completo, mostrando únicamente destellos por cada golpe conectado, de manera similar al «Shun Goku Satsu» de Akuma. Su «Bushin Senpuukyaku» es similar a su movimiento especial «golpe + salto» de Final Fight, aunque sin la pérdida de salud, similar al «Tatsumaki Senpuukyaku» de Ryu y Ken. 
Aunque Guy no es un personaje jugable en Final Fight 2 para Super Nintendo, el juego se centra alrededor de los intentos de Haggar y sus amigos para rescatar a Rena, la novia de Guy, y a su maestro Genryusai de la pandilla Mad Gear; es importante notar que Final Fight 2 apareció antes que Street Fighter Alpha y Genryusai es un personaje diferente de Zeku. Guy apareció como personaje jugable en Final Fight 3 y Final Fight Revenge. En el modo historia de Final Fight: Streetwise, Guy se convierte en el líder de una pandilla que controla el distrito Japantown de Metro City. Guy es también un personaje jugable en Capcom Fighting Evolution así como en Namco x Capcom, donde se une a Sho (Ginzu fuera de Japón), personaje del videojuego Captain Commando, que es un sucesor Bushin de un futuro lejano. 

### Street Fighter IV
Guy aparece como uno de los nuevos personajes agregados a Street Fighter IV en su versión Super Street Fighter IV. Cuando Guy supo de la existencia de Shadaloo decide luchar en contra de esta organización como parte de su misión de combatir al mal. Guy busca a Rose, entonces bajo el control de Bison. En su final Guy rescata a Rose del control de Bison. Rose insinúa que Guy podría ser el único lo suficientemente poderoso como para detener a Bison. Después de esto Guy desaparece y Maki lo está buscando.
Actualmente, se sabe que Guy reside en el Japantown de Metro City, donde controla un pequeño grupo dedicado a mantener el orden del lugar, rozando los límites de la ley.